# Шатровский район
Шатровский район — административно-территориальная единица (район) в Курганской области России. В рамках организации местного самоуправления в границах района существует муниципальное образование Шатровский муниципальный округ (с 2004 до 2021 гг. — муниципальный район).
Административный центр — село Шатрово.

## География
Шатровский район является самой северной административно-территориальной единицей Курганской области. На северо-восточной границе района находится стык трёх областей: Курганской, Свердловской и Тюменской. Все три области входят в Уральский федеральный округ, однако Тюменская область входит не в Уральский, а в Западно-Сибирский экономический район, поэтому граница между Курганской и Тюменской областями в этом месте является границей экономических районов России. Площадь района — 3535,02 км², что составляет приблизительно 4,94% общей площади Курганской области.
Шатровский район расположен в Западной Сибири. В южной части района с юго-запад на северо-восток протекает река Исеть. По северной части Шатровского района протекает река Ирюм, которая за пределами района впадает в Исеть. По центру района, через районный центр — село Шатрово, протекает река Мостовка — левый приток Исети. В западной части Шатровского района много небольших озёр: Аршинское, Большое, Большой Тукмыш, Гришино, Дубровное, Емелей, Калинкино, Кондинское, Княжное, Кремлево, Кривое, Кызылбай, Лебяжье, Малый Тукмыш, Орлово, Песьяное, Пустынное, Синявино, Татарское, Тёплое, Травное, Чёрное. На северо-западе и севере района много болот.
На юго-западной окраине район пересекает двухкилометровый участок автодороги Р354 Екатеринбург — Курган. В этом месте над рекой Исетью построен автомобильный мост.
Населённые пункты Шатровского района находятся в основном вдоль левого берега Исети и проходящего рядом участка автодороги, соединяющей автомагистраль Р354 с селом Исетским Тюменской области. От данного участка автодороги есть два ответвления на село Шатрово, которое находится почти в самом центре Шатровского района. Оно также является транспортным узлом для населённых пунктов в северной части района.
Шатровский район граничит:
- с двумя районами Свердловской области:
  - на северо-западе — с Талицким,
  - на севере — с Тугулымским;
- на востоке — с Исетским районом Тюменской области;
- с другими районами Курганской области:
  - на юго-востоке — с Белозерским,
  - на юге — с Каргапольским,
  - на западе — с Шадринским.

## История

### 1923—1963 годы
На основании постановления ВЦИК от 3 ноября 1923 года и Декрета ВЦИК от 12 ноября 1923 года, а так же по постановлению Первого Тюменского окружного съезда Советов от 10 декабря 1923 года в составе Тюменского округа Уральской области образован Шатровский район с центром в селе Шатрово из Камышевской, Кодской, Мостовской, Саломатовской, Терсюкской и Шатровской волостей Ялуторовского уезда Тюменской губернии. В состав района вошли 27 сельсоветов: Воротниковский, Дворецкий, Дружининский, Духовский, Ильинский, Камышевский, Ключевской, Кодской, Кокуйский, Коршуновский, Мостовской, Мурашёвский, Ожогинский, Портнягинский, Пушняковский, Саломатовский, Самохваловский, Спасский, Терсюкский, Турушёвский, Чекалинский, Черновский, Черномакаровский, Чуваринский, Шатровский, Широковский, Шуравинский.
Постановлением Президиума Уралоблисполкома от 27 февраля 1924 года из Смолинского района Шадринского округа Уральской области перечислены Антракский, Ирюмский, Мостовской-2 и Яутлинский сельсоветы.
Постановлением ВЦИК от 17 января 1934 года район включён в состав вновь образованной Челябинской области.
Указом Президиума Верховного Совета РСФСР от 7 сентября 1939 года Турушёвский сельсовет перечислен в Исетский район Омской области.
Указом Президиума Верховного Совета СССР от 6 февраля 1943 года район включён в состав вновь образованной Курганской области.
Решением Курганского облисполкома № 357 от 23 июня 1949 года Антракский сельсовет перечислен в Свердловскую область. Впоследствии возвращён.
Указом Президиума Верховного Совета РСФСР от 14 июня 1954 года упразднены Воротниковский, Дворецкий, Дружининский, Духовский, Коршуновский, Мостовской-2, Мурашёвский, Пушняковский, Саломатовский, Чекалинский, Черномакаровский, Чуваринский и Шуравинский сельсоветы. Черновский сельсовет переименован в Помаловский сельсовет, Мостовской-1 сельсовет значится как Мостовской сельсовет.
Решением Курганского облисполкома от 10 июня 1959 года упразднены Ирюмский, Ключевской, Кокуйский, Помаловский и Спасский сельсоветы, образован Бариновский сельсовет.
Решением исполкома Шатровского районного совета депутатов трудящихся № 142 от 22 июня 1959 года образован Бединский сельсовет. Решением Курганского облисполкома № 24 от 25 января 1965 года утверждён.
Указом Президиума Верховного Совета РСФСР от 1 февраля 1963 года  район упразднён, сельсоветы перечислены в  Шадринский сельский район.

### С 1965 года
Указом Президиума Верховного Совета РСФСР от 12 января 1965 года в составе Курганской области образован Шатровский район с центром в селе Шатрово. В состав района вошли 18 сельсоветов: Бариновский, Бединский, Дальнекубасовский, Изъедугинский, Ильинский, Камышевский, Кодской, Кондинский, Кызылбаевский, Мехонский, Мостовской, Ожогинский, Самохваловский, Спицынский, Терсюкский, Шатровский, Широковский и Яутлинский.
Решением Курганской областной Думы № 133 от 27 января 1995 года упразднен Бединский сельсовет.
Законом Курганской области от 20 сентября 2018 года упразднены Ильинский, Ожогинский, Широковский и Яутлинский сельсоветы.
Законом Курганской области от 12 мая 2021 года № 50 в районе упразднены все сельсоветы, муниципальный район и входившие в его состав сельские поселения были преобразованы путём их объединения к 22 мая 2021 года в муниципальный округ.

## Население
| 1926    | 1939    | 1959    | 1970    | 1979    | 1989    | 2002    |
| ------- | ------- | ------- | ------- | ------- | ------- | ------- |
| 44 298  | ↘30 586 | ↘28 658 | ↗35 448 | ↘30 512 | ↘28 435 | ↘23 009 |
| 2009    | 2010    | 2011    | 2012    | 2013    | 2014    | 2015    |
| ↘20 133 | ↘18 446 | ↘18 369 | ↘17 913 | ↘17 454 | ↘16 957 | ↘16 601 |
| 2016    | 2017    | 2018    | 2019    | 2020    | 2021    |         |
| ↘16 244 | ↘16 024 | ↘15 783 | ↘15 352 | ↘15 159 | ↘14 349 |         |

### Национальный состав
В районе есть одно татарское село — Кызылбай.

## Территориальное устройство
В рамках административно-территориального устройства, до 2021 года район делился на административно-территориальные единицы: 13 сельсоветов.
В рамках муниципального устройства, до 2021 года в одноимённый муниципальный район входили 13 муниципальных образований со статусом сельских поселений.
| №         | Бывшее муниципальное образование | Административный центр | Количество населённых пунктов | Население (чел.) | Площадь (км²) |
| --------- | -------------------------------- | ---------------------- | ----------------------------- | ---------------- | ------------- |
| 1         | Бариновский сельсовет            | село Барино            | 3                             | ↘1292            | 514,42        |
| 2         | Дальнекубасовский сельсовет      | село Дальняя Кубасова  | 3                             | ↘234             | 102,74        |
| 3         | Изъедугинский сельсовет          | село Изъедугино        | 2                             | ↘153             | 81,66         |
| 3.000001  | Ильинский сельсовет              | село Ильино            | 3                             | ↘644             | 180,39        |
| 4         | Камышевский сельсовет            | село Камышевка         | 4                             | ↘449             | 157,07        |
| 5         | Кодской сельсовет                | село Кодское           | 3                             | ↘506             | 117,32        |
| 6         | Кондинский сельсовет             | село Кондинское        | 4                             | ↘758             | 98,58         |
| 7         | Кызылбаевский сельсовет          | село Кызылбай          | 1                             | ↘808             | 93,49         |
| 8         | Мехонский сельсовет              | село Мехонское         | 6                             | ↘1828            | 214,84        |
| 9         | Мостовский сельсовет             | село Мостовское        | 5                             | →725             | 187,40        |
| 9.000002  | Ожогинский сельсовет             | село Ожогино           | 2                             | ↘263             | 206,85        |
| 10        | Самохваловский сельсовет         | село Самохвалово       | 9                             | ↗672             | 782,74        |
| 11        | Спицынский сельсовет             | село Спицыно           | 3                             | ↘620             | 118,64        |
| 12        | Терсюкский сельсовет             | село Терсюкское        | 5                             | ↘687             | 171,15        |
| 13        | Шатровский сельсовет             | село Шатрово           | 3                             | ↗6427            | 241,78        |
| 13.000003 | Широковский сельсовет            | село Широково          | 3                             | ↘223             | 97,93         |
| 13.000004 | Яутлинский сельсовет             | село Яутла             | 2                             | ↘195             | 168,02        |

Законом Курганской области от 20 сентября 2018 года, в состав Шатровского сельсовета были включены все населённые пункты упразднённых Ильинского, Ожогинского, Широковского и Яутлинского сельсоветов.
Законом Курганской области от 12 мая 2021 года, муниципальный район и все входившие в его состав сельские поселения были упразднены и преобразованы путём их объединения в муниципальный округ; помимо этого были упразднены и сельсоветы района как его административно-территориальные единицы

## Населённые пункты
В Шатровском районе (муниципальном округе) 61 населённый пункт (все — сельские).
| №  | Населённый пункт | Тип     | Население | Бывшее муниципальное образование |
| -- | ---------------- | ------- | --------- | -------------------------------- |
| 1  | Антрак           | деревня | ↘3        | Шатровский сельсовет             |
| 2  | Барино           | село    | ↘1431     | Бариновский сельсовет            |
| 3  | Бединка          | деревня | ↘7        | Самохваловский сельсовет         |
| 4  | Ближняя Кубасова | деревня | ↘98       | Мехонский сельсовет              |
| 5  | Воротниково      | деревня | ↘88       | Терсюкский сельсовет             |
| 6  | Ганичева         | деревня | ↘103      | Мехонский сельсовет              |
| 7  | Далматова        | деревня | 56        | Шатровский сельсовет             |
| 8  | Дальняя Кубасова | село    | ↘203      | Дальнекубасовский сельсовет      |
| 9  | Дворцы           | деревня | ↘184      | Шатровский сельсовет             |
| 10 | Дернова          | деревня | ↘9        | Изъедугинский сельсовет          |
| 11 | Дружинина        | деревня | ↘103      | Шатровский сельсовет             |
| 12 | Духовка          | деревня | ↘77       | Мостовский сельсовет             |
| 13 | Изъедугино       | село    | ↘202      | Изъедугинский сельсовет          |
| 14 | Ильино           | село    | ↘561      | Шатровский сельсовет             |
| 15 | Ирюм             | деревня | ↘137      | Самохваловский сельсовет         |
| 16 | Калмакова        | деревня | ↘14       | Самохваловский сельсовет         |
| 17 | Камышевка        | село    | ↘542      | Камышевский сельсовет            |
| 18 | Каширцево        | деревня | ↘124      | Дальнекубасовский сельсовет      |
| 19 | Кирпичики        | деревня | ↗2        | Бариновский сельсовет            |
| 20 | Ключи            | деревня | ↘96       | Мостовский сельсовет             |
| 21 | Кодское          | село    | ↘601      | Кодской сельсовет                |
| 22 | Кокуй            | деревня | ↘27       | Камышевский сельсовет            |
| 23 | Кондинское       | село    | ↘489      | Кондинский сельсовет             |
| 24 | Коршунова        | деревня | ↘38       | Терсюкский сельсовет             |
| 25 | Кызылбай         | село    | ↘808      | Кызылбаевский сельсовет          |
| 26 | Кылман           | деревня | ↘6        | Кодской сельсовет                |
| 27 | Ленская          | деревня | ↘267      | Мехонский сельсовет              |
| 28 | Луговая          | деревня | ↗7        | Самохваловский сельсовет         |
| 29 | Лукина           | деревня | ↘7        | Дальнекубасовский сельсовет      |
| 30 | Мамонтовка       | деревня | ↘41       | Мостовский сельсовет             |
| 31 | Мехонское        | село    | ↘1595     | Мехонский сельсовет              |
| 32 | Могилева         | деревня | ↘183      | Кондинский сельсовет             |
| 33 | Мостовка 2-я     | деревня | ↘0        | Шатровский сельсовет             |
| 34 | Мостовское       | село    | ↘603      | Мостовский сельсовет             |
| 35 | Мурашова         | деревня | ↘39       | Терсюкский сельсовет             |
| 36 | Овчинникова      | деревня | ↘0        | Самохваловский сельсовет         |
| 37 | Ожогино          | село    | ↘323      | Шатровский сельсовет             |
| 38 | Октябрьский      | посёлок | ↘0        | Бариновский сельсовет            |
| 39 | Помалово         | деревня | ↗26       | Самохваловский сельсовет         |
| 40 | Поротова         | деревня | ↗104      | Кондинский сельсовет             |
| 41 | Портнягино       | деревня | ↘86       | Терсюкский сельсовет             |
| 42 | Пушнякова        | деревня | ↘43       | Камышевский сельсовет            |
| 43 | Саломатова       | деревня | ↘174      | Шатровский сельсовет             |
| 44 | Самохвалово      | село    | ↘583      | Самохваловский сельсовет         |
| 45 | Сладчанка        | деревня | ↘156      | Спицынский сельсовет             |
| 46 | Смолина          | деревня | ↘196      | Кондинский сельсовет             |
| 47 | Сопинина         | деревня | ↘157      | Спицынский сельсовет             |
| 48 | Спасское         | деревня | ↘24       | Самохваловский сельсовет         |
| 49 | Спицыно          | село    | ↘411      | Спицынский сельсовет             |
| 50 | Теплоухова       | деревня | ↘63       | Самохваловский сельсовет         |
| 51 | Терсюкское       | село    | ↘621      | Терсюкский сельсовет             |
| 52 | Ударник          | деревня | ↗27       | Мехонский сельсовет              |
| 53 | Усольцева        | деревня | ↘162      | Мехонский сельсовет              |
| 54 | Усть-Терсюк      | деревня | ↘3        | Камышевский сельсовет            |
| 55 | Чекалина         | деревня | ↘75       | Шатровский сельсовет             |
| 56 | Чёрное Макарово  | деревня | ↘82       | Кодской сельсовет                |
| 57 | Чуварина         | деревня | ↘58       | Мостовский сельсовет             |
| 58 | Шатрово          | село    | ↘4907     | Шатровский сельсовет             |
| 59 | Широково         | село    | ↘181      | Шатровский сельсовет             |
| 60 | Шуравино         | деревня | ↘29       | Шатровский сельсовет             |
| 61 | Яутла            | село    | ↘303      | Шатровский сельсовет             |

## Экономика
Основу экономики района составляет сельскохозяйственное производство. Самые значительные по объёмам производимой продукции предприятия района — СПК «Колхоз им. Свердлова» (зерновые культуры, СПК "Колхоз «Русь» и СХК «Знамя Ленина» (крупный рогатый скот)). Промышленное производство связано с деятельностью лесоперерабатывающих предприятий и лесхозов.

## Пресса
В середине февраля 1930 года вышел первый номер газеты «Колхозный фронт», с 1962 года называется «Сельская новь».

## Известные жители
- Герои Советского Союза, родившиеся на этой территории: Г.Н. Велесов (1906—1945), П.Д. Залесов (1914—1981), Ф.А. Кауров (1922—1943), П.И. Кашутин (1905—1954), А.И. Киселёв (1910—1939), М.В. Сабенин (1904—1968), М.С. Теплоухов (1916—1958), А.Г. Шарыпов (1900—1944).
- Герои Социалистического Труда, родившиеся на этой территории: В.Н. Зубакин (1925—1986), С.К. Петелин (1922—2001), И.М. Сташков (1931—2006), М.Н. Угрюмова (1927—2008).
- Фитин Павел Михайлович (1907—1971) — руководитель внешней разведки СССР в годы Великой Отечественной войны, генерал-лейтенант.

### Руководители органов исполнительной власти

#### Глава Администрации Шатровского района
- 1996—2009 — Менщиков Владимир Васильевич

#### Глава Шатровского района
- 2009—2022 — Рассохин Леонид Александрович; с 13 октября 2021 — председатель ликвидационной комиссии, юридическое лицо Администрация Шатровского района (ИНН 4523002137) ликвидировано 11 мая 2022 года.

#### Глава Шатровского муниципального округа
26 ноября 2021 года зарегистрирована Администрация Шатровского муниципального округа Курганской области (ИНН 4508010479)
- С 23 ноября 2021 — Рассохин Леонид Александрович

### Руководители органов законодательной власти

#### Председатель Шатровской районной Думы
Шатровская районная Дума сформирована в 1996 году в соответствии с Законом Курганской области от 05 февраля 1996 года № 37 «О местном самоуправлении в Курганской области» и Законом Курганской области от 22 июля 1996 года № 67 «О выборах депутатов представительных органов местного самоуправления Курганской области». В соответствии с Уставом района были избраны 15 депутатов.
- I созыв (выборы 24 ноября 1996 — 2000) — Менщиков Владимир Васильевич
- II созыв (выборы 26 ноября 2000 — 2004) — Менщиков Владимир Васильевич
- III созыв (выборы 28 ноября 2004 — 2010) — Топорищев Николай Ефимович
- IV созыв (выборы 14 марта 2010 — 2015) — Петрова Альбина Ананьевна
- V созыв (выборы 13 сентября 2015 — 2020) — Катаргин Сергей Викторович
- VI созыв (выборы 13 сентября 2020 — 2025) — Клименко Павел Николаевич; с 14 октября 2021 года — председатель ликвидационной комиссии, юридическое лицо Шатровская районная Дума (ИНН 4523003645) ликвидировано 14 января 2022 года.

#### Председатель Думы Шатровского муниципального округа
6 октября 2021 года зарегистрирована Дума Шатровского муниципального округа Курганской области (ИНН 4508010415) 
- I созыв (выборы 19 сентября 2021  — 2026) — Клименко Павел Николаевич